# Торрес, Анри
Анри́ Торре́с (Henry Torrès) (17 октября 1891, Лез-Андели — 4 января 1966, Париж) — французский адвокат, политик, писатель.

## Биография
Родился в семье, известной благодаря своей правозащитной деятельности (его дед, Исайя Левален, основал Лигу защиты прав человека и гражданских прав во время судебного процесса по делу Дрейфуса).
Участвовал в Первой мировой войне в качестве пехотинца (сержант), имел ранение и ряд боевых наград, в том числе «Военный Крест». После войны изучал юриспруденцию и стал адвокатом по уголовным делам (его адвокатская деятельность обсуждается в литературе в основном в связи с участием в судебном процессе по делу Шварцбарда об убийстве Симона Петлюры). Много защищал анархистов: в 1923 Жермен Бертон, в 1924 Эрнесто Бономини, в 1927 Франциско Аскасо Абадиа, Грегорио Ховера и Бенвенутто Дуррути. В июне 1927 на процессе над членами «Движения детей» защищал живописца Абраама Бернштейна (он же Ужданский-Еланский). Привлекался к участию в процессе Сакко и Ванцетти.
Был членом Французской компартии (исключен 1.01.1923). Защищал в суде коммуниста, обвиняемого по делу о расстреле на улице Дамремон.
Во время Второй мировой войны эмигрировал из оккупированной Франции в Уругвай, потом Бразилию, Канаду и, наконец, США. В Нью-Йорке был главным редактором политического журнала для беженцев «La Voix de France», а затем профессором права в университетах Рио-де-Жанейро и Сан-Паулу.
За публикацию антиправительственных статей и книг (направленных против режима Виши, и в пользу Де Голля) был заочно приговорён во Франции к смертной казни. После войны возвратился во Францию.
В 1948—1958 — голлистский сенатор Франции от департамента Сена. Некоторое время служил в качестве вице-президента Верховного суда. В 1948—1959 — деятельность во французской теле-радио-системе в качестве президента государственной монополии.

Выступление Анри Торреса на процессе Шварцбарда.

## Книги Анри Торреса
- Le procès des pogromes — Plaidoirie, 1928
- Le procès du bonnet rouge, 1929
- La machine infernale, 1942
- La France trahie par Pierre Laval, 1943
- Accusés Hors-série, 1957
- De Clemenceau à De Gaulle, 1958
- Souvenir, souvenir, que me veux-tu ?, 1964

## Произведения для театра
- 1929: Le Procès de Mary Dugan de Bayard Veiller, adaptation Henry Torrès et Horace de Carbuccia, Théâtre de l’Apollo (Paris).
- 1932: Edition spéciale d’Henry Torrès, Théâtre des Ambassadeurs.